# Mạnh Thần
Mạnh Thần (giản thể: 孟辰; bính âm: Mengchen; sinh ngày 27 tháng 12 năm 1988) là một kỳ thủ cờ tướng người Trung Quốc. Mạnh Thần là nhà vô địch cờ tướng thế giới năm 2023.
Ở các giải cá nhân Trung Quốc, thành tích cao nhất của Mạnh Thần là chức Á quân giải vô địch quốc gia Trung Quốc năm 2023. Ở các giải đấu đồng đội, Mạnh Thần thi đấu cho đội cờ Tứ Xuyên từng nhiều lần vô địch giải đấu Giáp cấp liên tái.
Ở giải vô địch cờ tướng thế giới 2023, đội cờ tướng Trung Quốc chỉ cử duy nhất Mạnh Thần tham gia nội dung cá nhân nam. Anh đã đánh bại Lại Lý Huynh ở trận chung kết cờ tiêu chuẩn cho dù sau đó đã để thất bại ở nội dung cờ nhanh.

## Những thành tích nổi bật
- Vô địch cờ tướng thế giới năm 2023
- Á quân cờ tướng Trung Quốc năm 2023
- Vô địch đồng đội Giáp cấp liên tái 2019 2020 2021